# Wijnrood korstwier
Wijnrood korstwier (Hildenbrandia rubra) is een roodwier uit de klasse Florideophyceae. De soort heeft een kosmopolitische verspreiding. Het is een karakteristiek wier, maar de bruinrode variant kan verward worden met Ralfsia verrucosa.

## Kenmerken
Wijnrood korstwier vormt donkerrode, bloedrode of bruinrode plekken van enkele centimeters doorsnede op stenen en andere harde ondergrond in de intergetijdenzone. De laag is heel dun (½ mm) en het is moeilijk van de ondergrond af te pulken. De soort is autotroof en zeer tolerant voor zoutgehalte, temperatuur en licht.

## Verspreiding
Het verspreidingsgebied van wijnrood korstwier omvat de noordoostelijke Atlantische Oceaan, van Spitsbergen tot de Middellandse Zee en de meeste westelijke kusten van Afrika, en de noordwestelijke Atlantische Oceaan van Maine tot de Caraïbische Zee, en de kusten van Brazilië en Uruguay. Het is ook aanwezig in de Indische en Grote Oceaan. Het is algemeen en komt voor in de kustzone en de ondiepe zone onder het intergetijdengebied, op rotsen en kiezelstenen, op schelpafval, onder zeewier, in spleten en in grotten.